# Gyromitra antarctica
Gyromitra antarctica, también conocida como chicharrón de monte o falsa morilla (llamada así por su parecido a especies del género morchella, especialmente con morchella intermedia), es un hongo de la familia de las Discinaceas. Se desarrolla entre los restos vegetales en estado de descomposición.

## Distribución
Bosques del sur de Chile y Argentina, mayormente en zonas rurales.

## Descripción
Sombrero: De 2 a 4 cm de alto por 4 a 5 cm de ancho, de color café rojizo con numerosos pliegues y arrugas, es hueco.
Estípite: 2 a 5 cm de alto por 1 a 2 cm de ancho, de color amarillo crema, sin forma definida.
Esporas:  19 a 23 por 10 a 13 μm elipsoides, lisas con dos gotitas. Esporada blanca.